# Alexandre Luigini
Alexandre Clement Leon Joseph Luigini, francoski skladatelj, violinist in dirigent, * 9. marec 1850, Lyon, † 29. julij 1906, Pariz. 
Odrastel je v družini glasbenikov, študiral pa je na Pariškem glasbenem konservatoriju, kasneje pa se je vrnil v Lyon, kjer je bil dolgo časa prvi violinist v gledališkem orkestru. Leta 1877 je začel tudi dirigirati. Leta 1897 je odšel v Pariz, kjer je vodil Opero Comique do svoje nenadne smrti.
Njegove skladbe so lahkotnega karakterja, predvsem scenska dela: glasba za gledališča, baleti in 2 operi. Zložil je tudi nekaj komorne glasbe in samospevov. Njegova najbolj znana skladba je balet Egyptien (Egipčan, 1875), ki je zaslovel potem, ko so ga izvajali med drugim dejanjem Verdijeve opere Aida v Lyonu 1886.